# 昂东 (滨海阿尔卑斯省)
昂东（法語：Andon，法語發音：[ɑ̃dɔ̃]）是法国滨海阿尔卑斯省的一个市镇，属于格拉斯区。

## 地理
昂东（43°46'23"N, 6°47'11"E）面积54.3 平方千米，位于法国普罗旺斯-阿尔卑斯-蓝色海岸大区滨海阿尔卑斯省，该省份为法国东南部沿海省份，南濒地中海，西南至瓦尔省，西北接上普罗旺斯阿尔卑斯省，北部和东部与意大利接壤。
与昂东接壤的市镇（或旧市镇、城区）包括：卡耶、科索勒、锡皮耶尔、埃斯克拉尼奥勒、格雷奥利耶尔、勒马、圣欧邦、圣瓦利耶德蒂耶、瓦尔德鲁尔。

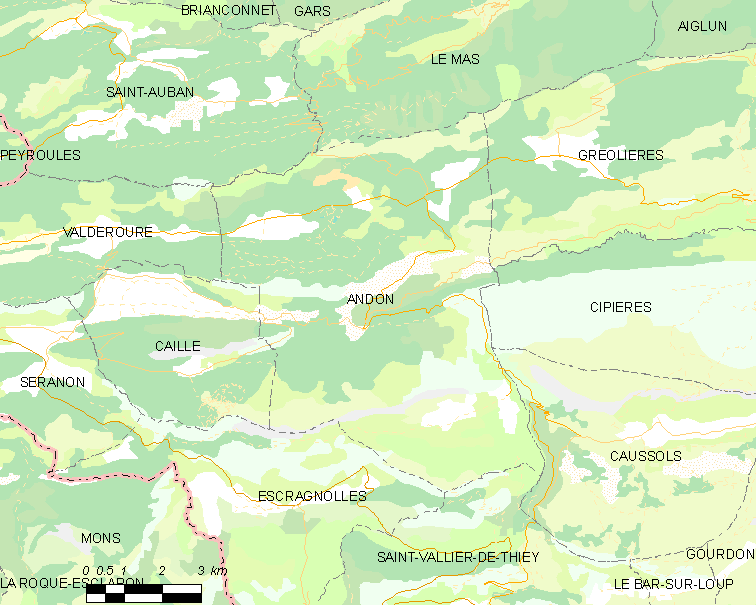
的OSM定位图

昂东的时区为UTC+01:00、UTC+02:00（夏令时）。

## 行政
昂东的邮政编码为06750，INSEE市镇编码为06003。

## 政治
昂东所属的省级选区为格拉斯第一县。

## 人口

1962-2008年间人口变化图示

昂东于2022年1月1日时的人口数量为652人。